# Bocskai Football Club
El Bocskai Football Club, també conegut com a Bocskai SC o Bocskay FC, fou un club de futbol hongarès de la ciutat de Debrecen.

## Història
El club va ser fundat el 31 de juliol de 1926 amb el nom Debreceni KSE, adoptant el nom Bocksay l'any següent. El club es proclamà campió de copa hongaresa la temporada 1929-30.

## Palmarès
- Copa d'Hongria: 
  - 1929-30